# Lijst van afleveringen van Even tot hier
Dit is een lijst van afleveringen van het televisieprogramma Even tot hier.
| Seizoen | Afleveringen                      | Uitzenddata                         |
| ------- | --------------------------------- | ----------------------------------- |
| 1       | 7 afleveringen                    | 16 maart 2019 – 27 april 2019       |
| 2       | 7 afleveringen                    | 19 oktober 2019 – 30 november 2019  |
| 3       | 7 afleveringen                    | 25 april 2020 – 6 juni 2020         |
| 4       | 7 afleveringen                    | 31 oktober 2020 – 19 december 2020  |
| 4       | 1 compilatie-aflevering           | 7 januari 2021                      |
| 5       | 7 afleveringen                    | 20 maart 2021 – 1 mei 2021          |
| 6       | 7 afleveringen                    | 6 november 2021 – 18 december 2021  |
| 6       | 1 compilatie-aflevering           | 8 januari 2022                      |
| 7       | 6 afleveringen                    | 15 mei 2022 – 18 juni 2022          |
| 8       | 6 afleveringen                    | 12 november 2022 – 17 december 2022 |
| 8       | 1 compilatie-aflevering           | 1 januari 2023                      |
| 9       | 7 afleveringen                    | 8 april 2023 – 20 mei 2023          |
| 10      | 7 afleveringen                    | 11 november 2023 – 23 december 2023 |
| 10      | 1 compilatie-aflevering           | 8 januari 2024                      |
| 11      | 7 afleveringen                    | 6 april 2024 – 18 mei 2024          |
| 12      | 7 afleveringen                    | 9 november 2024 – 21 december 2024  |
| 12      | 1 compilatie-aflevering           | 4 januari 2025                      |
| 13      | 7 afleveringen                    | 5 april 2025 – 18 mei 2025          |
| 14      | wordt verwacht op 1 november 2025 | wordt verwacht op 1 november 2025   |

## Seizoen 1 (voorjaar 2019)
| Afl. | Datum         | Musical                                  | Simpel liedje                   | Artiest                     | Liedje                              | Kijkcijfers |
| ---- | ------------- | ---------------------------------------- | ------------------------------- | --------------------------- | ----------------------------------- | ----------- |
| 1    | 16 maart 2019 | App strijd Story (Urk)                   | De backstop                     | Syb van der Ploeg (De Kast) | Dan naai je mij                     | 1.078.000   |
| 2    | 23 maart 2019 | Provincialestatenverkiezingen de musical | Het pensioenstelsel             | Ben Cramer                  | De Clown                            | 1.047.000   |
| 3    | 30 maart 2019 | Brexit                                   | Artikel 13                      | Stef Bos                    | Shoarma                             | 977.000     |
| 4    | 6 april 2019  | Best the Musical                         | Supermarktprijzen               | Peter de Koning             | Altijd Drenthe                      | 1.067.000   |
| 5    | 13 april 2019 | Sjoerd, het crèche-verhaal               | De importheffing op kaas        | Lee Towers                  | You never walk on bollenvelden      | 986.000     |
| 6    | 20 april 2019 | The Passion of Cristiano                 | Julian Assange                  | Gerard Cox                  | 't Is niks voor mij Game of Thrones | 1.032.000   |
| 7    | 27 april 2019 | Graus                                    | De verbouwing van het Binnenhof | Frans Bauer                 | Nooit meer vegen voor mij           | 1.168.000   |

 Op dat moment een nieuw kijkcijferrecord

## Seizoen 2 (najaar 2019)
| Afl. | Datum            | Musical                       | Simpel liedje           | Artiest                         | Liedje                              | Kijkcijfers |
| ---- | ---------------- | ----------------------------- | ----------------------- | ------------------------------- | ----------------------------------- | ----------- |
| 1    | 19 oktober 2019  | Ruinerwold                    | De afgelopen 9 jaar     | Harry Slinger (Drukwerk)        | Je vloog benen wijd                 | 1.012.000   |
| 2    | 26 oktober 2019  | Het Spook van de Operatiezaal | Wintertijd              | Henk Westbroek (Het Goede Doel) | België (Je kan niet naar Zandvoort) | 1.102.000   |
| 2    | 26 oktober 2019  | Het Spook van de Operatiezaal | Wintertijd              | Henk Westbroek (Het Goede Doel) | Cornald Maas                        | 1.102.000   |
| 2    | 26 oktober 2019  | Het Spook van de Operatiezaal | Wintertijd              | Henk Westbroek (Het Goede Doel) | Tijd dat is een illusie             | 1.102.000   |
| 3    | 2 november 2019  | De Hondenkoning               | De maximumsnelheid      | Trafassi                        | Kleine tasjes, grote tasjes         | 1.138.000   |
| 4    | 9 november 2019  | Stagi-Air                     | Inkomensongelijkheid    | Danny de Munk                   | Ik vind het zo verdomd gemeen       | 1.131.000   |
| 5    | 16 november 2019 | 130 de musical                | De toestand in Hongkong | Jeroen van der Boom             | Zalando                             | 707.000     |
| 6    | 23 november 2019 | Disney meer van deze tijd     | De zalmoorlog           | Jacques Herb                    | Marie Kondo                         | 1.217.000   |
| 7    | 30 november 2019 | Soldaat van Urine             | Wachtgeld               | Nol Havens (VOF de Kunst)       | Een kopstoot of niet                | 1.033.000   |

 Op dat moment een nieuw kijkcijferrecord

## Seizoen 3 (voorjaar 2020)
Op 25 april 2020 startte het derde seizoen, met een aangepast format in verband met de maatregelen omtrent de coronacrisis in Nederland. Het ensemble was als gevolg daarvan niet aanwezig waardoor de musical wegviel. Als vervanging hiervoor werden evenementen die niet doorgingen alsnog in het zonnetje gezet. Wel was er nog steeds muziek: de muzikale gast was er nog steeds en Van der Laan en Woe brachten iedere aflevering ook zelf een lied ten gehore. Miguel Wiels was aanwezig zonder zijn band. Ook was het publiek niet fysiek aanwezig in de studio, maar via videoverbinding op een groot scherm.
| Afl. | Datum         | Liedje Niels & Jeroen        | Simpel liedje  | Artiest                            | Liedje                                   | Kijkcijfers |
| ---- | ------------- | ---------------------------- | -------------- | ---------------------------------- | ---------------------------------------- | ----------- |
| 1    | 25 april 2020 | Amalia                       | Fittie 50+     | John de Bever                      | Jij krijgt die kap niet van mijn gezicht | 1.220.000   |
| 2    | 2 mei 2020    | Kapper knip me dan           | Marokko        | -                                  | -                                        | 1.282.000   |
| 3    | 9 mei 2020    | All I want is fitness        | DENK           | Paul de Munnik (Acda en De Munnik) | Van het slot                             | 1.140.000   |
| 4    | 17 mei 2020   | Bende bij de belastingdienst | -              | Kenny B                            | Kenny op vakantie                        | 1.575.000   |
| 5    | 23 mei 2020   | Op een mooie Pinksterdag     | Dries Roelvink | Simone Kleinsma & Paul de Leeuw    | Zonder jou (Irma)                        | 1.325.000   |
| 6    | 30 mei 2020   | Pepperspray                  | Cummings       | Edsilia Rombley                    | We gaan weer bewegen!                    | 1.212.000   |
| 7    | 6 juni 2020   | Vaccin                       | Elon Musk      | Anita Doth (2 Unlimited)           | Nønønø                                   | 1.375.000   |

1. ↑  Gastoptreden van het ensemble, in dezelfde formatie als het tweede seizoen, en de Miguel Wiels Band op het grote scherm.

 Op dat moment een nieuw kijkcijferrecord

## Seizoen 4 (najaar 2020)
Vanwege de maatregelen omtrent de tweede golf van het coronavirus in Nederland, werd dit seizoen, net als seizoen drie, in aangepast format gemaakt. Bekende fragmenten van deze reeks zijn sketches over de ruzie bij Forum voor Democratie en de metaforenregen van Mark Rutte en Hugo de Jonge in de coronacrisis.
| Afl. | Datum            | Liedje Niels & Jeroen             | Simpel liedje            | Artiest                        | Liedje                      | Kijkcijfers |
| ---- | ---------------- | --------------------------------- | ------------------------ | ------------------------------ | --------------------------- | ----------- |
| 1    | 31 oktober 2020  | Memmeskies                        | De fitties van Erdoğan   | MEROL                          | Lekker met Joe Biden        | 1.430.000   |
| 2    | 7 november 2020  | Weer in lockdown                  | Wopke en de KLM          | Suzan & Freek                  | Als het avond is            | 1.406.000   |
| 3    | 14 november 2020 | geen                              | Het vuurwerkverbod       | Miranda van Kralingen          | Dag corona                  | 1.397.000   |
| 3    | 14 november 2020 | geen                              | Het vuurwerkverbod       | Gordon                         | Kon ik maar even Biden zijn | 1.397.000   |
| 4    | 21 november 2020 | Toeslagenaffaire (Ik was het nie) | Acceptatieplicht         | Xander de Buisonjé (Volumia!)  | Hou me vast (Corona-editie) | 1.331.000   |
| 5    | 28 november 2020 | Thierry blijft                    | Mondkapjesplicht         | Martin Buitenhuis (De Poema's) | Een zakelijk geschil        | 1.535.000   |
| 6    | 12 december 2020 | Wij blijven thuis                 | Het WK in Qatar          | T-Spoon                        | Mes op de pit               | 1.528.000   |
| 7    | 19 december 2020 | Overal zijn zij dus (thuiswerken) | Trump naar de gevangenis | Youp van 't Hek                | Wappie                      | 1.465.000   |
| -    | 7 januari 2021   | Compilatie-aflevering             | Compilatie-aflevering    | Compilatie-aflevering          | Compilatie-aflevering       | 755.000     |

## Seizoen 5 (voorjaar 2021)
Seizoen 5 ging van start op 20 maart 2021. Ook dit seizoen werd, wegens de coronapandemie, met online publiek gehouden. Bekende fragmenten van deze reeks bevatten 10.000 luchtkastelen door K3 en het 'simpele liedje' geheel in het Russisch.
| Afl. | Datum         | Liedje Niels & Jeroen      | Simpel liedje   | Artiest                  | Liedje                      | Kijkcijfers |
| ---- | ------------- | -------------------------- | --------------- | ------------------------ | --------------------------- | ----------- |
| 1    | 20 maart 2021 | Smurfenlied met vader Mark | Coronavarianten | Trijntje Oosterhuis      | Niet de kerel maar de vrouw | 1.675.000   |
| 2    | 27 maart 2021 | In Functie Elders          | De avondklok    | Maxine en Franklin Brown | Niet de eerste keer         | 1.846.000   |
| 3    | 3 april 2021  | Laat me niet alleen        | Bibian Mentel   | Henny Huisman            | Coronavirus                 | 1.877.000   |
| 4    | 10 april 2021 | Voorbarig                  | Ahold Delhaize  | Guus Meeuwis             | Da's Herman Tjeenk          | 1.902.000   |
| 5    | 17 april 2021 | Op fietse                  | Zelftest        | K3                       | 10.000 luchtkastelen        | 1.652.000   |
| 6    | 24 april 2021 | Jaap van Dissel-moe        | Voor Poetin     | Chef'Special             | Nooit een hand              | 1.786.000   |
| 7    | 1 mei 2021    | Helma Lodders              | AstraZeneca     | Brainpower               | SAMLA, KRAGSTA, VÅRSTA      | 1.739.000   |

1. ↑  Dit lied werd geheel gezongen in het Russisch.

 Op dat moment een nieuw kijkcijferrecord

## Seizoen 6 (najaar 2021)
Seizoen 6 ging van start op 6 november 2021. In de eerste vier afleveringen was er weer fysiek publiek: in de eerste aflevering een volle zaal en de tweede tot en met de vierde aflevering een combinatie van een kleiner publiek en online publiek. Miguel Wiels zat ook dit seizoen zonder zijn band, maar werd wel bijgestaan door drie nieuwe muzikanten: Effe, Benthe en Romana. De musical en het acteursensemble maakten geen rentree.
| Afl. | Datum            | Liedje Niels & Jeroen | Simpel liedje                   | Artiest                  | Liedje                        | Kijkcijfers |
| ---- | ---------------- | --------------------- | ------------------------------- | ------------------------ | ----------------------------- | ----------- |
| 1    | 6 november 2021  | Hebbie QR?            | De kabinetsformatie (234 dagen) | Roel van Velzen          | We gaan naar de haaien        | 1.470.000   |
| 2    | 14 november 2021 | Retegoor Tata         | De boosterprik                  | Wolter Kroes             | We zijn er niet bij           | 1.552.000   |
| 3    | 20 november 2021 | Het Provocatielied    | 1, 2 of 3G                      | Do                       | Hier meer heffen              | 1.795.000   |
| 4    | 27 november 2021 | Nergens meer naar toe | Triage                          | Clouseau                 | Daar staan ze                 | 1.818.000   |
| 5    | 4 december 2021  | De Snottebellekes     | Doutzen Kroes                   | Milow                    | Zo sloom                      | 2.006.000   |
| 6    | 11 december 2021 | #doemaaraf            | Wim-Lex z'n Kroondomein         | Anita Meyer & Lee Towers | Wanneer is het over?          | 2.116.000   |
| 7    | 18 december 2021 | Belletje met Hugo     | De AZC's                        | Nielson                  | Dat ik een selfie heb met Max | 2.301.000   |
| -    | 8 januari 2022   | Compilatie-aflevering | Compilatie-aflevering           | Compilatie-aflevering    | Compilatie-aflevering         | 1.152.000   |

 Op dat moment een nieuw kijkcijferrecord

## Seizoen 7 (voorjaar 2022)
Seizoen 7 ging van start op 15 mei 2022. Miguel Wiels zat ook dit seizoen zonder zijn band, maar werd wel bijgestaan door verscheidene muzikanten: Abriël, Jeroen, Romana en/of Matteo. Verder had dit seizoen zes afleveringen in plaats van de gebruikelijke zeven.
| Afl. | Datum        | Liedje Niels & Jeroen      | Simpel liedje                              | Artiest                            | Liedje                                                    | Kijkcijfers |
| ---- | ------------ | -------------------------- | ------------------------------------------ | ---------------------------------- | --------------------------------------------------------- | ----------- |
| 1    | 15 mei 2022  | Oekraïne ESF               | Johan Derksen                              | Brigitte Kaandorp & Herman Finkers | Amber Heard en Johnny Depp                                | 1.847.000   |
| 2    | 21 mei 2022  | Rutte wist het             | Zweden & Finland bij de NAVO               | Loïs Lane                          | Parttime werken                                           | 1.767.000   |
| 3    | 28 mei 2022  | Schiphol                   | Het apenpokkenvirus                        | MEAU                               | Dat heb jij gedaan                                        | 1.367.000   |
| 4    | 4 juni 2022  | De rookvrije generatie     | Toeslagenaffaire en institutioneel racisme | Geen                               | Geen                                                      | 1.471.000   |
| 4    | 4 juni 2022  | Amalia en de pechgeneratie | Toeslagenaffaire en institutioneel racisme | Geen                               | Geen                                                      | 1.471.000   |
| 5    | 12 juni 2022 | Alle koeien                | Ongehoord Nederland                        | André van Duin                     | Een plugje en een snoertje en een lader en een stekkertje | 1.657.000   |
| 6    | 18 juni 2022 | Wetenschap                 | Sywert van Lienden                         | Astrid Nijgh                       | Ik doe wat ik deed                                        | 1.523.000   |

1. ↑  Wegens het Eurovisiesongfestival niet op zaterdag, maar op zondag uitgezonden.
2. ↑  Flemming zou een parodie op zijn nummer Amsterdam gaan zingen, maar kon niet aanwezig zijn. Van der Laan en Woe zongen de parodie genaamd Amalia en de pechgeneratie zelf. Hiermee is dit na seizoen 3, aflevering 2 de tweede aflevering zonder muzikale gast.

## Seizoen 8 (najaar 2022)
Op zaterdag 12 november 2022 begon seizoen 8. De uitzendtijden in dit seizoen waren verschillend per week, vanwege het wereldkampioenschap voetbal 2022. In dit seizoen werd de desk in regenboogkleuren geschilderd, uit solidariteit met de LGBT-gemeenschap en een oproep om regenboogkleuren te schilderen ter compensatie van het kijken naar het WK in Qatar. In dit seizoen nam Hans van Breukelen plaats achter de piano wanneer Miguel Wiels keepte tijdens het kiezen van de alwetende.
| Afl. | Datum            | Liedje Niels & Jeroen          | Simpel liedje          | Artiest               | Liedje                     | Kijkcijfers |
| ---- | ---------------- | ------------------------------ | ---------------------- | --------------------- | -------------------------- | ----------- |
| 1    | 12 november 2022 | Asiel                          | Het prijsplafond       | K-otic                | Damn wat moet je dan doen? | 1.922.000   |
| 2    | 19 november 2022 | Achter de schermen             | TikTok                 | Paul de Leeuw         | Verf met me mee            | 1.781.000   |
| 3    | 26 november 2022 | Papa, ik schaam me zo voor jou | NS                     | Jody Bernal           | Gays niet, gays nooit      | 1.527.000   |
| 4    | 3 december 2022  | Bij elke Mocro-zege            | Excuses voor slavernij | Lenny Kuhr            | Admiraal Van Gaal          | 1.767.000   |
| 5    | 10 december 2022 | Adiós Oranje                   | Abortuspil             | Rondé                 | Zo gaat het dus altijd     | 1.636.000   |
| 6    | 17 december 2022 | Wij sorry, zij happy           | 2022                   | Jenny Arean           | Bukken kan niet meer       | 1.916.000   |
| -    | 1 januari 2023   | Compilatie-aflevering          | Compilatie-aflevering  | Compilatie-aflevering | Compilatie-aflevering      | 906.000     |

1. ↑  Werd muzikaal ondersteund door Carel Kraayenhof.

## Seizoen 9 (voorjaar 2023)
Seizoen 9 ging van start op 8 april 2023.
| Afl. | Datum         | Liedje Niels & Jeroen | Simpel liedje                            | Artiest         | Liedje                       | Kijkcijfers |
| ---- | ------------- | --------------------- | ---------------------------------------- | --------------- | ---------------------------- | ----------- |
| 1    | 8 april 2023  | Ze zullen doorgaan    | Rechtszaak tegen Trump                   | Tino Martin     | Zij streden                  | 1.809.000   |
| 2    | 15 april 2023 | De wandelclub         | 10 jaar Willem Alexander                 | Toontje Lager   | Stiekem terug in de kast     | 1.543.000   |
| 3    | 22 april 2023 | Vals                  | AI                                       | Gerard Cox      | Flits weer voorbij           | 1.733.000   |
| 4    | 29 april 2023 | Diabetes              | Joe Biden stelt zich opnieuw verkiesbaar | Jeangu Macrooy  | Olga Commandeur              | 1.699.000   |
| 5    | 6 mei 2023    | Fikse                 | De kroning van Charles III               | Peter Koelewijn | Kom van dat gras af          | 1.782.000   |
| 6    | 14 mei 2023   | Van der Wal           | Mia en Dion                              | Rowwen Hèze     | 't Is een kwestie van geduld | 2.122.000   |
| 7    | 20 mei 2023   | Hooligans             | Flitsbezorgers                           | Imca Marina     | Geen vliegtuig naar Spanje   | 1.998.000   |

1. ↑  Parodie gebaseerd op een mash-up van twee verschillende nummers; Wonderwall en Mama ŠČ!. Werd niet op zaterdagavond uitgezonden vanwege de finale van het Eurovisiesongfestival.

## Seizoen 10 (najaar 2023)
Seizoen 10 ging van start op 11 november 2023.
| Afl. | Datum            | Liedje Niels & Jeroen             | Simpel liedje         | Artiest                             | Liedje                | Kijkcijfers |
| ---- | ---------------- | --------------------------------- | --------------------- | ----------------------------------- | --------------------- | ----------- |
| 1    | 11 november 2023 | Wie van NSC wordt premier?        | Qatar                 | Alain Clark                         | Go CPB                | 2.898.000   |
| 2    | 19 november 2023 | Geer Emigreer                     | Oude politiek         | VOF de Kunst                        | Nu kappen             | 2.728.000   |
| 3    | 25 november 2023 | Niet of nooit geweest             | Thierry in Groningen  | Harrie Jekkers                      | Oh, oh, Den Haag      | 2.652.000   |
| 4    | 2 december 2023  | Verkenner in de wind              | Gom van Strien        | Bonnie St. Claire & Ron Brandsteder | Dokter chatbot        | 2.658.000   |
| 5    | 9 december 2023  | Afscheid Van der Staaij           | Sultan Ahmed Al-Jaber | Jamai                               | Drink je blikje leeg  | 2.578.000   |
| 6    | 16 december 2023 | Rare Dilan                        | De grondwet           | Snelle                              | Nee nu nie            | 2.563.000   |
| 6    | 16 december 2023 | Rare Dilan                        | De grondwet           | Louisa Janssen                      | Egels                 | 2.563.000   |
| 7    | 23 december 2023 | Kerstdiner (met Yentl en de Boer) | 2023                  | 2 Brothers on the 4th Floor         | Die mok               | 2.653.000   |
| -    | 8 januari 2024   | Compilatie-aflevering             | Compilatie-aflevering | Compilatie-aflevering               | Compilatie-aflevering | 1.140.000   |

1. ↑  Wegens de voetbal EK-kwalificatie Nederland-Ierland niet op zaterdag uitgezonden.
2. ↑  Ze zong het nummer aan het einde van de aflevering.

 Op dat moment een nieuw kijkcijferrecord. Opgemerkt moet worden dat vanaf de zomer van 2023 voor de officiële kijkcijfers ook de kijkers in de week na de uitzending meetellen.

## Seizoen 11 (voorjaar 2024)
Seizoen 11 ging van start op 6 april 2024.
| Afl. | Datum         | Liedje Niels & Jeroen       | Simpel liedje         | Artiest                         | Liedje             | Kijkcijfers |
| ---- | ------------- | --------------------------- | --------------------- | ------------------------------- | ------------------ | ----------- |
| 1    | 6 april 2024  | Dit was mijn club           | De formatie           | Re-Play                         | Kijk om je heen    | 2.476.000   |
| 2    | 13 april 2024 | NPO                         | Middel X              | Abel                            | Onderweg           | 2.479.000   |
| 3    | 20 april 2024 | Informateurs                | Binnenhof             | Roberto Jacketti & the Scooters | Save the Date!     | 2.418.000   |
| 4    | 27 april 2024 | Hier in Emmen               | Mazelenuitbraak       | Typhoon                         | AI                 | 2.250.000   |
| 5    | 4 mei 2024    | 2 minuten stilte            | Ronnie en Anouk       | Emma Heesters                   | Waar gaan we heen? | 2.387.000   |
| 6    | 12 mei 2024   | Pleur op, dag dag           | Seks met Trump        | Getty Kaspers (Teach-In)        | Dinge-dong         | 2.111.000   |
| 6    | 12 mei 2024   | Bitterbal                   | Seks met Trump        | Getty Kaspers (Teach-In)        | Dinge-dong         | 2.111.000   |
| 7    | 18 mei 2024   | Minister-president Plasterk | Europese verkiezingen | Marco Schuitmaker               | Strengere vader    | 2.368.000   |

1. ↑  Een show met een mix van veel NPO-programma's met bijbehorende presentators/acteurs met als naam Even opsporing flikken heel Nederland bakt in beweging tussen kunst en per seconde studio sport passion waku waku tot hier zoekt vrouw. Te zien waren Van der Laan en Woe zelf (Even tot hier), Peter Kuipers Munneke (NOS Journaal), Rutger van den Broek (Heel Holland Bakt), Anita Witzier (The Passion), Bart (Boer zoekt vrouw), Sosha Duysker (Waku Waku), Henry Schut (NOS Studio Sport), Bert (Sesamstraat), Anniko van Santen (Opsporing Verzocht), Derk Bolt (Spoorloos), Victor Reinier (Flikken Maastricht), Erik Dijkstra (Per Seconde Wijzer) en Duco Bauwens (Nederland in Beweging!).
2. ↑  Wegens het Eurovisiesongfestival niet op zaterdag, maar op zondag uitgezonden.

## Seizoen 12 (najaar 2024)
Seizoen 12 ging van start op 9 november 2024. Dit seizoen heeft cameo's van Frits Barend als running gag (inspelend op het feit dat hij niet gecast is in 40-45, de Musical), wat vervolgens opbouwde naar de ontknoping in de laatste aflevering van het seizoen.
| Afl. | Datum            | Liedje Niels & Jeroen  | Simpel liedje              | Artiest               | Liedje                      | Frits Barend als                            | Kijkcijfers |
| ---- | ---------------- | ---------------------- | -------------------------- | --------------------- | --------------------------- | ------------------------------------------- | ----------- |
| 1    | 9 november 2024  | Meisje aan het hoofd   | Netflix                    | Rolf Sanchez          | Mat mat mat                 | fietsmonteur "Sjoerd van Driel Scootmobiel" | 2.348.000   |
| 2    | 15 november 2024 | Benoemen               | Naamswijziging ministeries | Yves Berendse         | Getrut met de trein         | technicus "Co van der Naad Noodaggregaat"   | 2.424.000   |
| 3    | 23 november 2024 | Pieter is terug        | Donald Trump               | Sandra Kim            | Scammer of nie              | muzikant "Fynn de Keizer Synthesizer"       | 2.520.000   |
| 4    | 30 november 2024 | Eppo                   | Namen van stormen          | Miss Montreal         | Sinterklaasjournaal         | piet "Woutekiet Stoute Piet"                | 2.308.000   |
| 5    | 7 december 2024  | Daar is Fabertje       | De wolf                    | Veldhuis & Kemper     | Sunneklaas & Sinterklaas    | inbreker "Wim Reeker"                       | 2.268.000   |
| 6    | 14 december 2024 | Gym heeft ons verlaten | Bohemian Rhapsody          | Spinvis               | Het wordt alleen maar enger | Jan Smit en de Kerstman                     | 2.334.000   |
| 7    | 21 december 2024 | Bruh                   | 2024                       | Mathilde Santing      | Ik voel me gepiepeld        | zichzelf en piloot in '40-'45               | 2.512.000   |
| -    | 4 januari 2025   | Compilatie-aflevering  | Compilatie-aflevering      | Compilatie-aflevering | Compilatie-aflevering       | Laatste post-it                             | 1.245.000   |

1. ↑  Wegens de Nations League-wedstrijd Nederland-Hongarije niet op zaterdag, maar op vrijdag uitgezonden.
2. ↑  Deze aflevering begon met Cor Bakker achter de piano (inspelend op twee nieuwsfeiten: de grenscontroles en de aanrijding van Tom Waes).

## Seizoen 13 (voorjaar 2025)
Op 5 april 2025 begon het dertiende seizoen van Even tot hier. De artiest die te gast was, werd in dit seizoen geraden door het spelen van "The Musked Singer" (verwijzing naar The Masked Singer) aan de hand van onder andere merkwaardige dingen die gebeuren tijdens de show. Wiels wist het hierbij als eerste, waarna hij de tips uitlegde en de artiest optrad. In latere afleveringen dacht Woe het eerder te weten, maar die gaf dan een foute interpretatie van de hints die leidde naar een andere artiest. In de laatste aflevering was dit andersom: Woe verbeterde de verkeerde interpretatie van Wiels. Wiels droeg in de eerste twee afleveringen een gilet als verwijzing naar de overstap van Arjen Lubach naar RTL 4, die tijdens zijn programma De Avondshow met Arjen Lubach op NPO 1 altijd een gilet droeg. Naar aanleiding van het recente pensioen van NOS-verslaggever Gerri Eickhof en het feit dat hij het nieuws niet meer zou volgen, kwam de benaderingsvraag aan het eind van de afleveringen van hem. Die vraag ging over iets wat Eickhof moet uitvoeren (bijv. hoelang hij zijn adem kan inhouden) en had dus niks met het nieuws te maken, wat voorheen wel het geval was. Wiels was in de laatste aflevering de alwetende, in plaats van iemand uit het publiek.
| Afl. | Datum         | Liedje Niels & Jeroen       | Simpel liedje           | Artiest                                                | Liedje                  | Benaderingsvraag Gerri Eickhof | Kijkcijfers |
| ---- | ------------- | --------------------------- | ----------------------- | ------------------------------------------------------ | ----------------------- | --- | ----------- |
| 1    | 5 april 2025  | Schoof must go on           | The Voice               | Glennis Grace                                          | Vuurwerkverbod          | Hoeveel koffiepads kan Gerri Eickhof opstapelen voordat z'n stapeltje omvalt? – antwoord: 19 | 2.545.000   |
| 2    | 12 april 2025 | Hey Bibi                    | Binnenhof               | Hans Klok                                              | n.v.t.                  | Hoelang kan Gerri Eickhof zijn adem inhouden? – antwoord: 1 minuut en 12 seconden | 2.357.000   |
| 3    | 19 april 2025 | Afscheid van Pieter Omtzigt | Versterkte gebedsoproep | Zoë Tauran                                             | Onderwijs               | Hoeveel fietsers ziet Gerri Eickhof door zijn stokbrood in 1 minuut langsfietsen? – antwoord: 24 Shootoutvraag: Hoe oud is Gerri? – antwoord: 67 jaar                                                   | 2.252.000   |
| 3    | 19 april 2025 | Afscheid van Pieter Omtzigt | Versterkte gebedsoproep | Hoofdrolspelers van Soldaat van Oranje in The Pfassion | Geen PFAS meer voor jou | Hoeveel fietsers ziet Gerri Eickhof door zijn stokbrood in 1 minuut langsfietsen? – antwoord: 24 Shootoutvraag: Hoe oud is Gerri? – antwoord: 67 jaar                                                   | 2.252.000   |
| 3    | 19 april 2025 | Sophietje                   | Versterkte gebedsoproep | Hoofdrolspelers van Soldaat van Oranje in The Pfassion | Zij gelooft in ei       | Hoeveel fietsers ziet Gerri Eickhof door zijn stokbrood in 1 minuut langsfietsen? – antwoord: 24 Shootoutvraag: Hoe oud is Gerri? – antwoord: 67 jaar                                                   | 2.252.000   |
| 3    | 19 april 2025 | Sophietje                   | Versterkte gebedsoproep | Hoofdrolspelers van Soldaat van Oranje in The Pfassion | Wormen in hun maag      | Hoeveel fietsers ziet Gerri Eickhof door zijn stokbrood in 1 minuut langsfietsen? – antwoord: 24 Shootoutvraag: Hoe oud is Gerri? – antwoord: 67 jaar                                                   | 2.252.000   |
| 4    | 26 april 2025 | Eijk Eijk Baby              | Nicolien van Vroonhoven | Niels Geusebroek                                       | Plassen                 | Hoeveel van de twaalf sokkenbolletjes kan Gerri Eickhof met zijn sokkenkatapult in de wasmand schieten? – antwoord: 5 Shootoutvraag: Hoeveel sigarenbandjes heeft Gerri Eickhof thuis? – antwoord: 4622 | 1.968.000   |
| 5    | 3 mei 2025    | Ons huis                    | Arne Slot               | George Baker                                           | Pinot blanc             | Hoeveel meter bestek heeft Gerri Eickhof? – antwoord: 586 (centimeter) | 2.229.000   |
| 6    | 10 mei 2025   | Veldkamp                    | De nieuwe paus          | Katja Schuurman en Babette van Veen                    | Kom niet aan m'n kont   | Welk getal onder de duizend heeft Gerri Eickhof in z'n hoofd? – antwoord: 336 | 2.355.000   |
| 7    | 18 mei 2025   | NAVO-norm omhoog            | De Eredivisie           | The Kik                                                | Iconen                  | Gerri Eickhof doet een laatste verslag op Schiphol om Red Sebastian op te halen en naar de (seizoens)finale te brengen.                                                                                 | 2.105.000   |
| 7    | 18 mei 2025   | NAVO-norm omhoog            | De Eredivisie           | Red Sebastian                                          | Strobe Lights           | Gerri Eickhof doet een laatste verslag op Schiphol om Red Sebastian op te halen en naar de (seizoens)finale te brengen.                                                                                 | 2.105.000   |

1. ↑  Dit simpele liedje was een combinatie van de simpele liedjes uit 2019, 2024 en 2025. Dit onderwerp werd namelijk al eerder in Even tot hier behandeld.
2. ↑  Hans Klok vertoonde in deze aflevering goocheltrucs, die de bezuinigingen op de Nederlands publiek omroep voorstelden.
3. ↑  De artiest die deze aflevering werd geraden in "The Musked Singer" was (de cast van) Soldaat van Oranje.
4. ↑  Wegens het Eurovisiesongfestival niet op zaterdag, maar op zondag uitgezonden.
5. ↑  Parodie gebaseerd op een mash-up van drie verschillende nummers; Wasted Love, Bara bada bastu en C'est la vie.
6. ↑  De artiest die in deze aflevering werd geraden in "The Musked Singer" was The Kik.

## Seizoen 14 (najaar 2025)
In de laatste aflevering van het seizoen 13 werd bekend dat Even tot hier een nieuw seizoen krijgt in het najaar. Op 1 november 2025 begint Even tot hier met haar veertiende seizoen.